# Station Czyżkówko
Station Czyżkówko is een spoorwegstation in de Poolse plaats Bydgoszcz.